# 梅山公園
梅山公園，位於台灣嘉義縣梅山鄉市區，曾被譽為清治時期諸羅八景之一的「梅坑月霽」，日治時期便開始種植梅花，至今園區內多達三千株多梅樹，為嘉南地區著名的賞梅景點。

## 簡介
梅山公園佔地約六公頃，於日治時期開始種植梅樹但數量不多，直到昭和九年（1934年），由當時的小梅庄長江德樹先生移植三千株梅花至此地，才有今日的規模。梅山公園依傍著山勢而建，除了梅樹之外園區中也種滿了桃、李、牡丹、杜鵑、櫻花、聖誕紅等花木，園區內亦備有融入多位知名文化界人士詩作景石的「現代文學步道」、「草嶺兵工殉難紀念碑」、鵝卵石步道、介壽亭、兒童遊憩區、花台等多項藝文、休閒等設施，為平日民眾休閒賞花的好去處，尤其於每年聖誕節到新曆年前後梅花盛開之際，該園區亦為南台灣欣賞梅花的熱門勝地之一。

## 環境

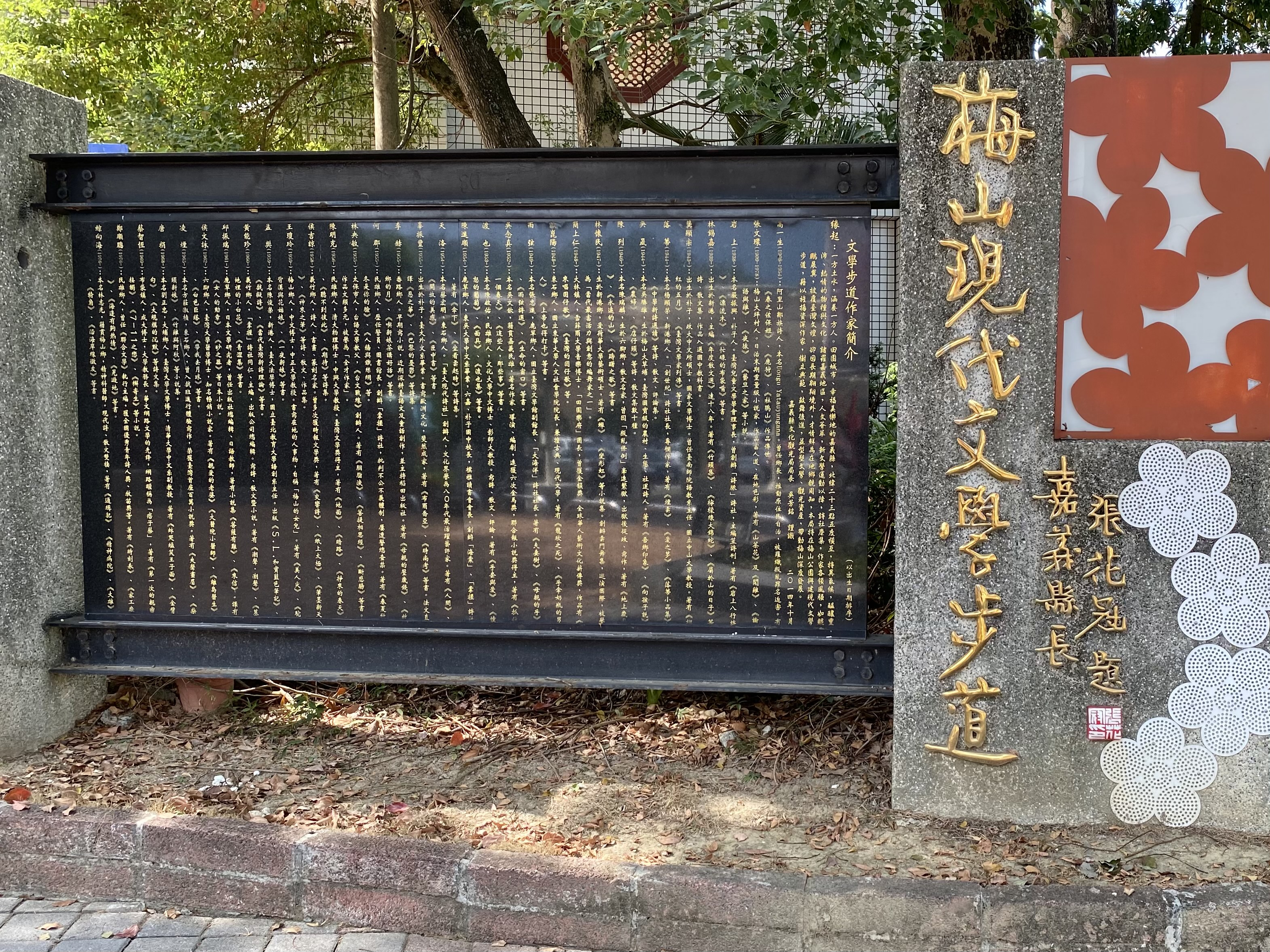
梅山公園現代文學步道
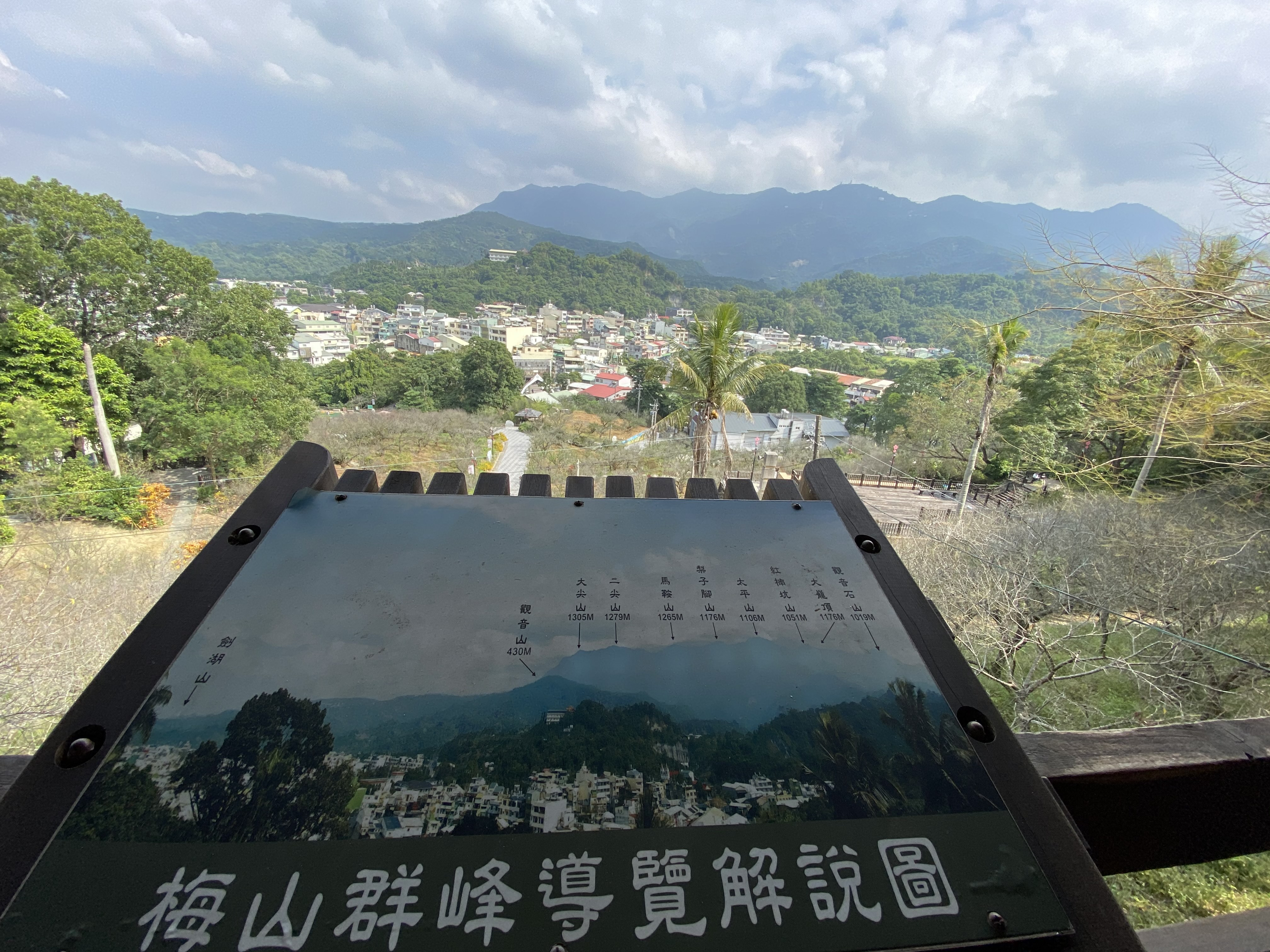
梅山公園瞭望台上看梅山群峰
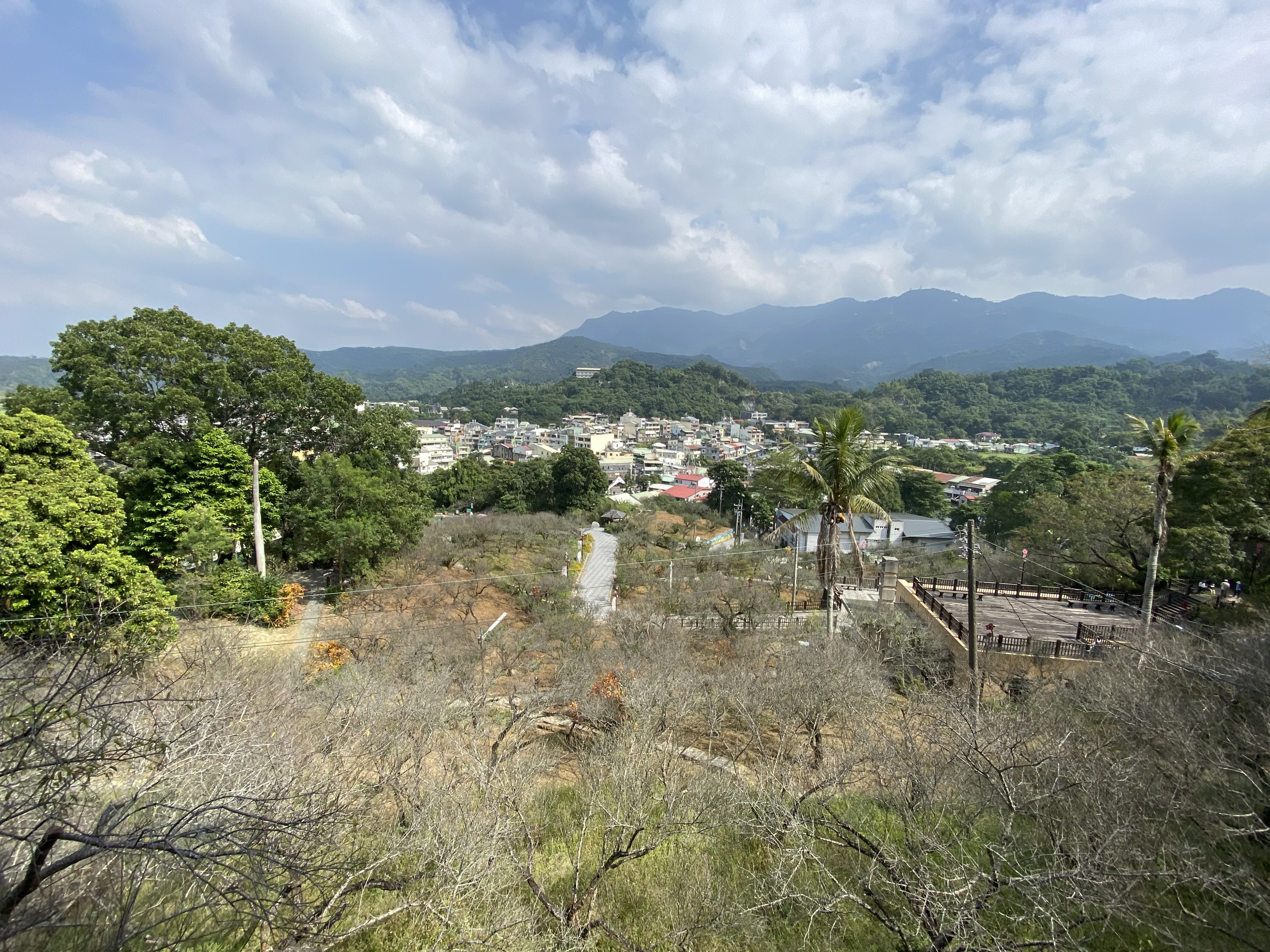
梅山公園瞭望台俯瞰景1
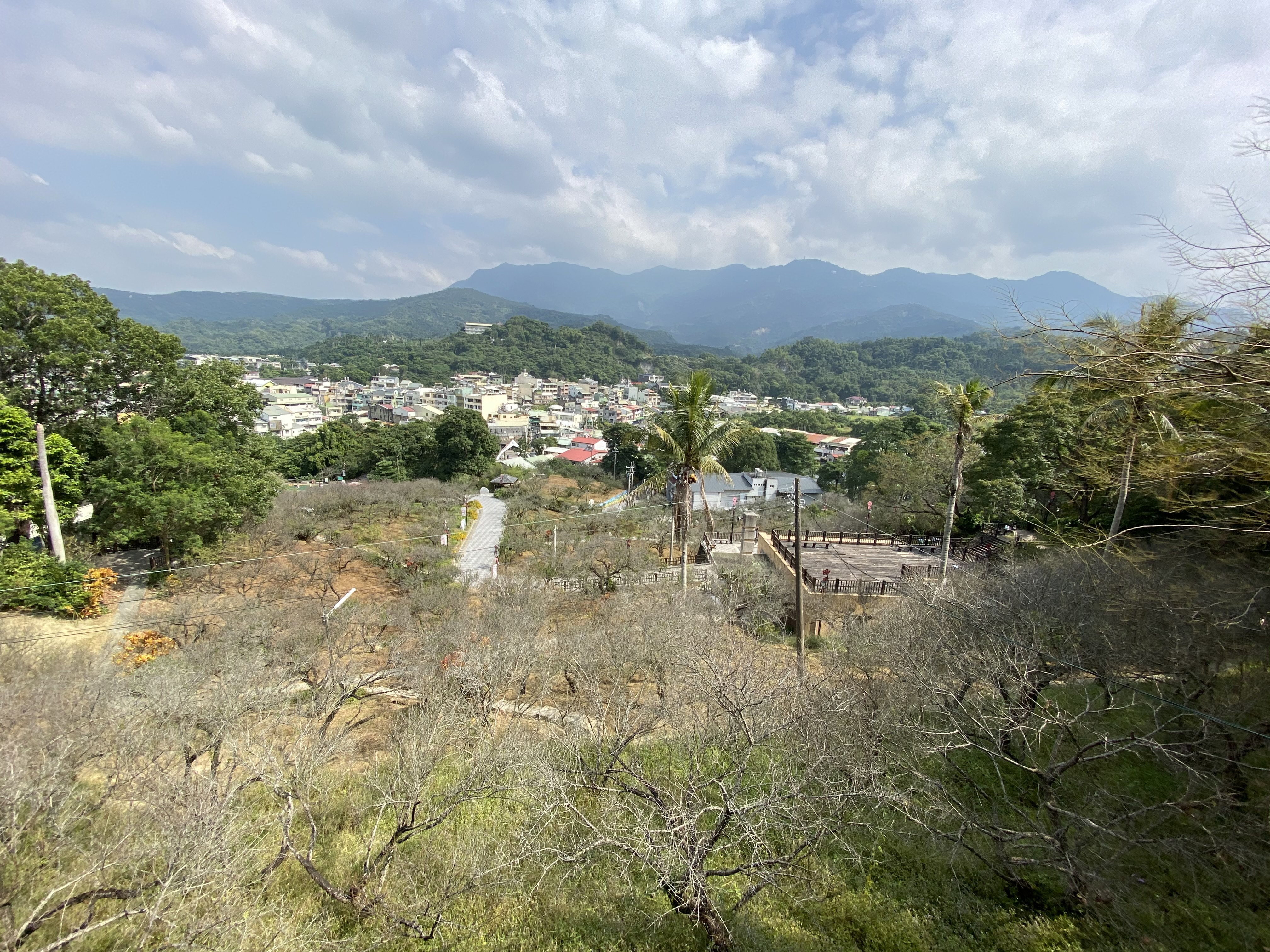
梅山公園瞭望台俯瞰景2
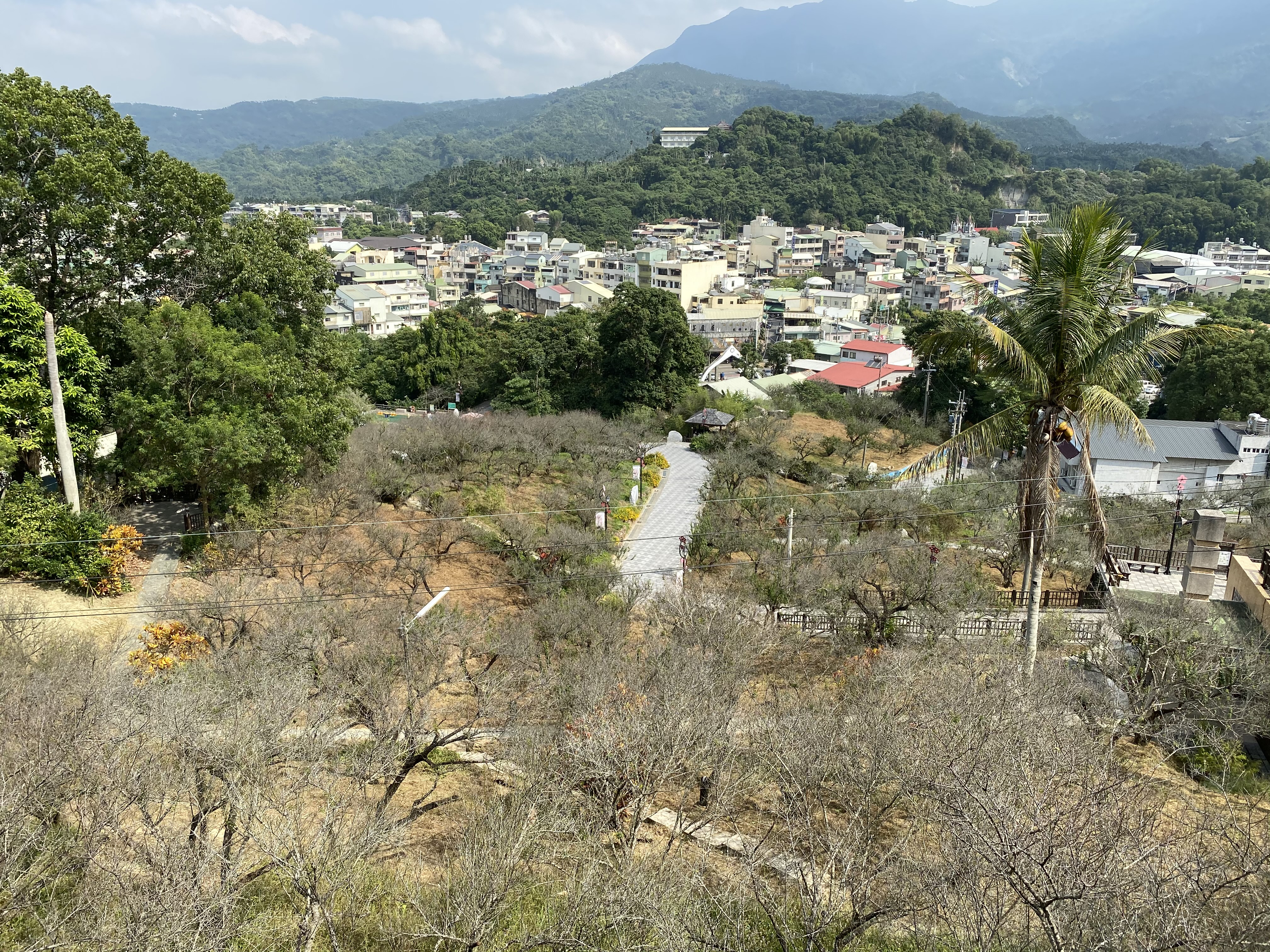
梅山公園瞭望台俯瞰景3
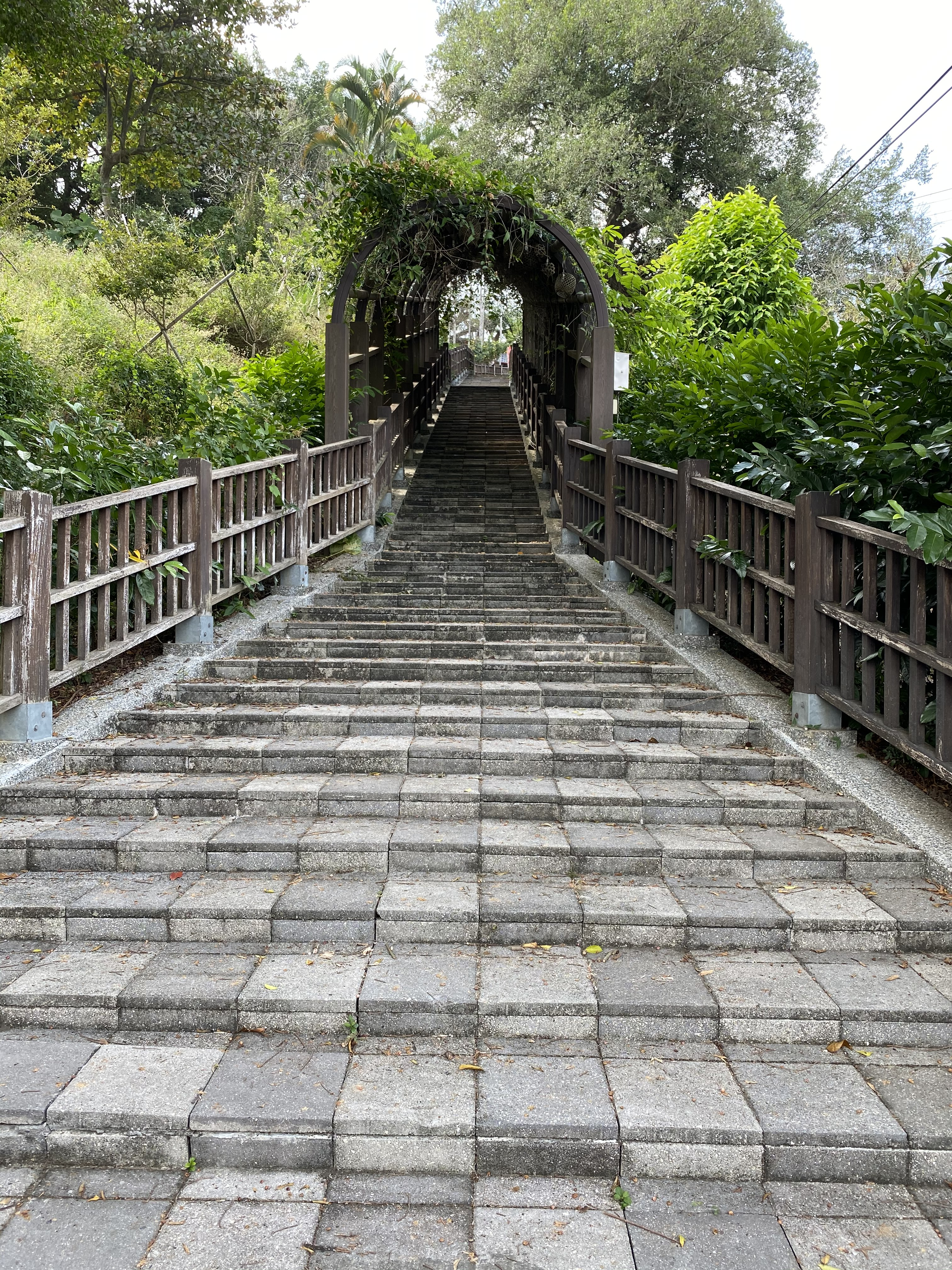
梅山公園內步道景1
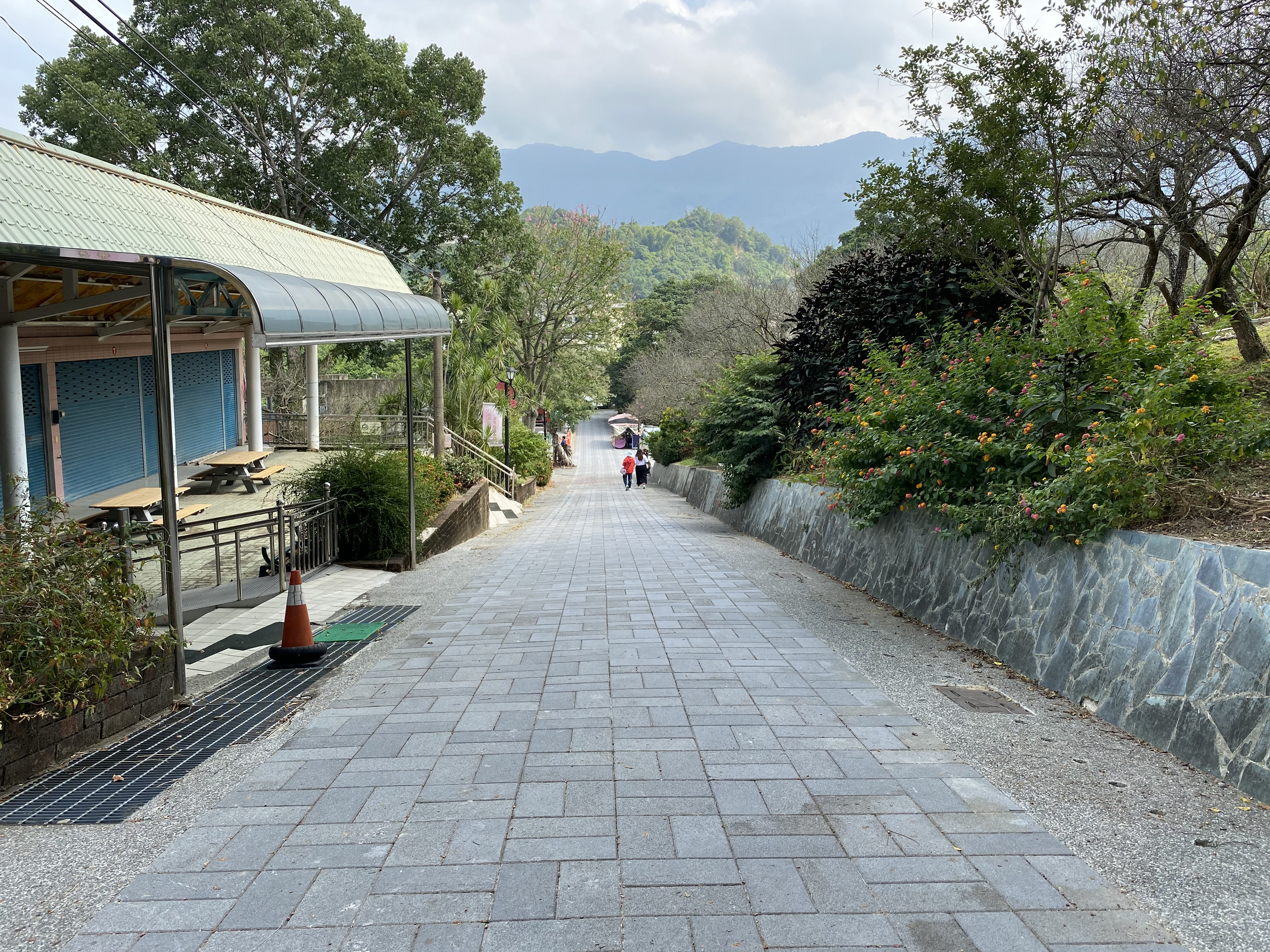
梅山公園內步道景2
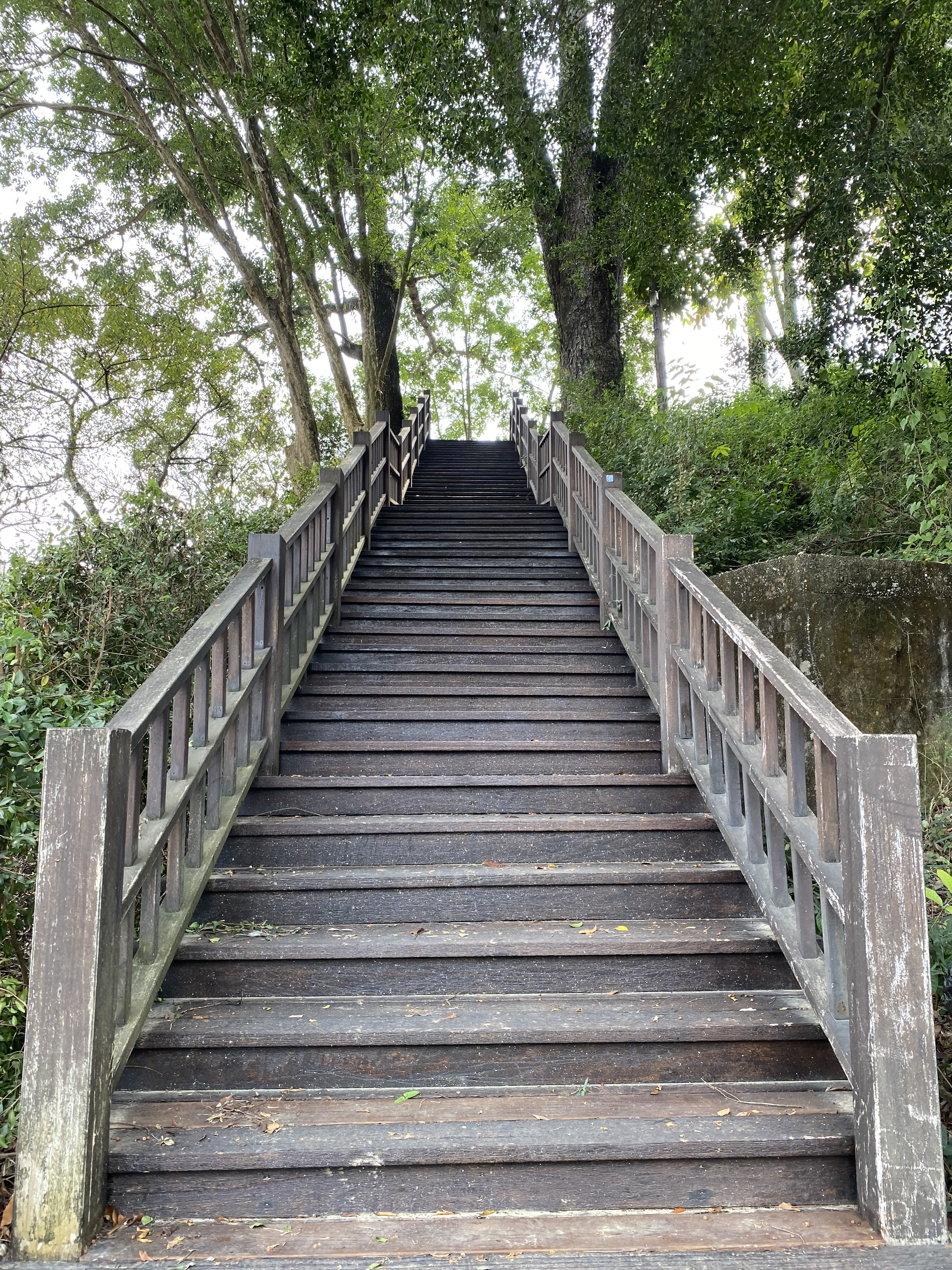
梅山公園內步道景3

## 交通
- 從嘉義市沿縣道159號前行→在抵達鹿滿時左轉省道台三線、經竹崎而抵達梅山
- 國道3號竹崎交流道下→竹崎鄉鹿滿路→經過中山路、自由路→瑞水公路→往下走即可達梅山鄉
- 國道3號梅山交流道下→往梅山→經過中山路即可到達[2][3]。

## 鄰近設施
- 太平老街
- 太平雲梯
- 梅山玉虛宮

## 外部連結
- 欣賞專屬梅景趁現在　嘉縣梅山公園正梅好[]
- 梅山公園新亮點「現代文學步道」有吳念真、候文詠作品 （页面存档备份，存于）
- 嘉義縣府新聞 雲嘉南第一條地方政府興建的文學步道落成啟用[]